# 南京大屠杀中的美国活菩萨
《南京大屠殺中的美國活菩薩》（American Goddess at the Rape of Nanking: The Courage of Minnie Vautrin）是一部讲述1937-38年南京大屠杀中传教士魏特琳及其传奇经历的传记，作者是胡華玲，2000年12月由美國南伊利諾大學出版社出版，详细记述了魏特琳怎样在南京大屠杀中拯救数千妇女及儿童的故事。这本书的主要资料来源是魏特琳在南京大屠杀期间的日记，这些日记是在作家张纯如在写《南京浩劫：被遺忘的大屠殺》一书时为了搜集素材而找到的。除日记之外，作者通过魏特琳的信件、中日美三国目击证人、及对魏特琳的采访等珍贵资料来源写下了此书。
此书被翻译成中文等版本。臺灣中文版《南京大屠殺中的美國活菩薩：捨命保護中華婦女的魏特琳 （页面存档备份，存于）》，九歌出版社2003年初版。